# Dziadek Hassan (film)
Dziadek Hassan (org. Старик Хоттабыч) – radziecka baśń z 1956 roku w reżyserii Giennadija Kazanskiego. Scenariusz napisał Łazar Łagin.

## Obsada aktorska
- Nikolaj Wołkow jako Dziadek Hassan
- Aliosza Litwinow jako Wolka
- Giena Chudiakow jako Żenia
- Ljowa Kowalczuk jako Goga
- Olga Czerkasowa jako Warwara Stiepanowna

## Wersja polska
- Reżyseria: Jerzy Twardowski

Głosów użyczyli:
- Stanisław Milski jako Dziadek Hassan
- Andrzej Nowicki jako Wolka
- Kazimierz Jarocki jako Żenia
- Wanda Łuczycka